# 黄杨叶赛爵床
黄杨叶赛爵床（学名：Calophanoides buxifolia）是爵床科杜根藤属的植物，为中国的特有植物。分布于中国大陆的广西等地，目前尚未由人工引种栽培。

## 种下等级
- Justicia buxifolia H. S. Lo et D. Fang